# Morph the Cat
Albums de Donald Fagen
Kamakiriad
(1993) Sunken Condos
(2012)
Morph the Cat (2006) est le troisième album solo du musicien de jazz-rock américain Donald Fagen, membre fondateur du groupe Steely Dan. 

## Présentation
Ce troisième album solo de Donald Fagen s'articule autour d'une rumination mentale à propos de la mort et de la vieillesse, mêlant l'art de la narration propre à Fagen à un sacré groove stylé et enrichi par les choristes. La chanson H Gang est le premier single extrait de l'album, disponible en format numérique. Cet album a été publié comme un CD audio, un disque vinyle et une édition spéciale CD / DVD. Le DVD présente les versions de l'album au format Dolby Digital / DTS 5.1 jouable sur DVD-Vidéo et de haute résolution et les pistes stéréo surround pour lecteurs DVD-Audio. Le mix 5.1 du disque a remporté le Grammy Award 2007 pour le Meilleur album enregistré en Surround.

## Liste des titres
1. Morph the Cat – 6:49
2. H Gang – 5:15
3. What I Do – 6:01
4. Brite Nitegown – 7:16
5. The Great Pagoda of Fun – 7:39
6. Security Joan – 6:09
7. The Night Belongs to Mona – 4:18
8. Mary Shut the Garden Door – 6:29
9. Morph the Cat (Reprise) – 2:53

### Titres Bonus, sur le coffret MVIThe Nightfly Trilogy
1. Rhymes – 4:22
2. Hank's Pad (Live) - 4:48
3. Viva Viva Rock 'N' Roll (Live) - 2:42

Toutes les compositions sont de Donald Fagen.

## Musiciens
- Donald Fagen - orgue, synthétiseurs, harmonica, cuivres, piano électrique, voix
- Freddie Washington - basse
- Keith Carlock - batterie
- Frank Vignola, Hugh McCracken, Wayne Krantz - guitares
- Jon Herington - guitare solo
- Walt Weiskopf - saxophone tenor
- Marvin Stamm - trompette